# Marshall Eriksen
Marshall Eriksen (n. 11 de enero de 1978) es un personaje ficticio creado por Carter Bays y Craig Thomas para la serie de televisión estadounidense How I Met Your Mother (en España: Como conocí a vuestra madre, en América Latina: Como conocí a tu madre) de la cadena CBS. Es interpretado por el actor Jason Segel.
Marshall es uno de los personajes principales de la serie junto con Ted Mosby, Lily Aldrin, Robin Scherbatsky y Barney Stinson; nació en St. Cloud, Minnesota, mudándose a Nueva York con 22 años. Conoció el primer curso en la Universidad Wesleyan a Ted Mosby y Lily Aldrin, y con esta última inicia una relación sentimental que los lleva casarse. Años después termina sus estudios de Derecho en la  Universidad de Columbia. Trabaja en la empresa Goliath National Bank junto con Barney Stinson. Cansado de un trabajo corporativo y en shock por la muerte de su padre, renuncia al Goliath National Bank y consigue un  trabajo como abogado en una empresa que protege al medioambiente, finalmente aspira a ser juez y lo logra, primero como juez del distrito y luego de la corte suprema del estado.

## Biografía y personalidad
Marshall Eriksen nació en St. Cloud (Minesota) en 1978, dentro de una familia de ascendencia escandinava, en la que a pesar de medir 193 cm de altura, es el de menor estatura. Estudiando en la Universidad Wesleyan conoció a Ted Mosby, del que se convirtió en su mejor amigo, y a Lily Aldrin, con la que inicia una relación que los lleva a comprometerse y finalmente casarse en la segunda temporada de la serie.
Estudió el postgrado en la Facultad de Derecho de la Universidad de Columbia, convirtiéndose finalmente en abogado, con la idea proteger el medio ambiente trabajando en una empresa que defienda los intereses del planeta, algo que desde siempre le había interesado; sin embargo acaba trabajando en una Corporación Legal durante un tiempo, hasta que finalmente comienza a trabajar como asesor jurídico en el Goliath National Bank junto a Barney Stinson, otro de los personajes principales de la serie.
Marshall es una persona bonachona y pacífica que siente pasión por el monstruo del lago Ness —aunque él evita esta denominación y prefiere llamarle Nessie—, lo que le lleva a viajar en su luna de miel a Escocia. También tiene una especial habilidad con los juegos de mesa, y es gran aficionado a temas paranormales.

## Relación con Lily Aldrin
Marshall Eriksen conoce a Lily Aldrin en la Universidad Wesleyan, con la que inicia una relación que los lleva a estar juntos durante nueve años, y al principio de la serie se comprometen. Sin embargo al final de la primera temporada, justo antes de la boda, Lily decide irse a San Francisco para dedicarse a estudiar arte, dejando a Marshall destrozado sentimentalmente.
En la segunda temporada Lily vuelve a Nueva York debido a los malos resultados obtenidos en sus estudios de arte; aunque en un principio Marshall era reacio a volver con ella, finalmente se reconcilian y reanudan los planes de boda, ceremonia que ocurre al final de la temporada.
En la tercera temporada ambos compran un apartamento, sin darse cuenta de que el suelo del mismo estaba inclinado, y siendo la reparación muy costosa, en este momento Ted vende su coche recién adquirido para ayudarlo económicamente, por lo que durante un tiempo tienen que continuar viviendo con Ted en el apartamento que los tres comparten en Nueva York.
En la sexta temporada Marshall decide irse con su madre a Minnesota debido a la muerte de su padre y para que ella no se sintiese sola aunque realmente era por no sentirse lejos de su padre). También en esta temporada inicia el camino en busca de su primer hijo, ya que Lily y él deciden no tener hijo hasta encontrar el doble idéntico de Barney
En la séptima temporada se descubre que Lily se queda embarazada, al principio deciden no saber el género del bebé aun con las insistencias de Barney, por lo que Lily lanza el papel con el género del bebé por la ventana, Ted sube al apartamento donde estaban sin darse cuenta de que se le quedó enganchado un papel en el zapato, en el papel pone que va a ser un niño.
Cuando Lily recibe una propuesta de trabajo como consultora de arte en Roma, Marshall abandona su trabajo y planea ser un padre amo de casa en Italia. En el episodio "Something New", sin embargo, Marshall recibe una llamada ofreciéndole un puesto de juez, que él acepta. decide no decirle a Lily que le ofrecieron el puesto de juez, creyendo que este tipo de noticias deben tratarse "cara a cara". Viaja a la boda de Robin y Barney en Farhampton Inn para decirle a Lily, y los dos entran en una gran pelea, durante la cual Lily lo abandona. Mientras Ted, Marshall, Barney y William Zabka están en casa de "El Capitán" Ted, un supuesto detective mediante una serie de argumentos termina por descubrir que Lily había dejado algo en una margarita, tratandosé según Ted de una colilla pero siendo realmente el predictor que Lily uso para detectar su embarazo, descubre que está embarazada de su segundo hijo. Con alegría, Marshall se compromete a viajar a Italia con Lily, rechazando la judicatura. En una escena futura, es revelado que Lily da a luz a una hija, Margarita, dado que Ted encontró el predictor que daba por positivo el embarazo de Lily en una margarita en casa de "El Capitán".
El final de la serie, "Last Forever", revela que, en los años después de la boda, Marshall finalmente se convierte en un juez, primero en un tribunal de distrito y luego, finalmente, en la Corte Suprema del estado. En el capítulo último "Last Forever II" se descubre que Cuando están todos en casa de Ted y Tracy para ver a su hija Penny se revela que Robin y Barney se han divorciado, que Lily volvió a quedarse embarazada y que a Marshall no le gusta su nuevo trabajo. Barney va a ser padre de una hija la cual se llamará Ellie, lo que no se desvela es el nombre de la madre. Al final de la historia, en los últimos minutos del capítulo se ven escenas de la boda de Ted y Tracy 7 años después de que Ted fuese plantado por Stella y con la misma se ve también el sitio donde parió la "#31" (así se llama según la historia la madre de la hija de Barney).